# Blachownia Śląska
Blachownia Śląska (niem. Blechhammer) – część miasta oraz, jako Blachownia, jedno z 16 osiedli administracyjnych miasta Kędzierzyna-Koźla. Siedziba Rady Osiedla znajduje się przy ulicy Wyzwolenia 7b. Przewodniczącą Zarządu Osiedla (2023) jest Małgorzata Lipczyńska.
Dawniej odrębna wieś i gmina jednostkowa. Od 1945 gromada (sołectwo) w zbiorowej gminie Blachownia Śląska, której była siedzibą. W latach 1954–1972 siedziba gromady Blachownia Śląska. 1 stycznia 1973 włączona do miasta Kędzierzyna, a po jego powiększeniu w 1975 roku, w granicach miasta Kędzierzyn-Koźle.
Blachownia Śląska jest  przemysłową częścią miasta nad Kanałem Gliwickim i Kłodnicą.

## Nazwa
Miejscowość była wzmiankowana w formach Meedar und Blechhammer (1713), Medar und Bleghamer (1743), Blechhammer, Medarde (1783), Blechhammer, Blachownia (1845), Blachownia (Blechhammer) (1885), Miedary – Blachownia, Medar-Blechhammer, też Blechhammer (1939), Blachownia Śląska – Blechhammer (Medar-Blechhammer) (1951). Dawna nazwa niemiecka pochodzi od wyrazu pospolitego Blechhammer oznaczającego blachownię, a nazwa polska jest jej dokładnym tłumaczeniem.
Nazwa Blachownia Śląska obowiązuje od 26 grudnia 1946 roku.

## Historia
Od końca XVIII w. wieś posiadała własną pieczęć gminną, na której wizerunku umieszczono snop, przed nim skrzyżowane kosa i cep.
W 1819 wieś Blachownia uwolniła się od pańszczyzny.

### Rozwój gospodarczy
W połowie XIX wieku Blachownia i pobliskie Sławięcice były ważnym ośrodkiem przemysłowym. Po Kanale Kłodnickim kursowało rocznie ponad 1000 statków, przewożąc głównie towary z Gliwic do manufaktury w Sławięcicach oraz do składnicy towarów żelaznych utworzonej u ujścia Kanału do Odry.
| Liczba ludności w miejscowości         | 1845 | 1855 | 1861 |
| -------------------------------------- | ---- | ---- | ---- |
| Miedary/Blachownia (Medar/Blechhammer) | 707  | 842  | 1059 |

### Plebiscyt i III powstanie śląskie
W 1910 roku 807 mieszkańców mówiło w języku polskim, 3 w językach polskim i niemieckim, natomiast 100 osób posługiwało się jedynie językiem niemieckim. W wyborach komunalnych w listopadzie 1919 roku 118 głosów oddano na kandydatów z list polskich, co pozwoliło im zdobyć 7 z 12 mandatów. Podczas plebiscytu w 1921 roku w miejscowości uprawnionych do głosowania było 606 mieszkańców (w tym 92 emigrantów). Za Polską głosowały 323 osoby, za Niemcami 273 osoby. W 1921 r. mieszkańcy założyli tu gniazdo Towarzystwa Gimnastycznego „Sokół”.
Podczas III powstania śląskiego Blachownia była ważnym punktem ze względów strategicznych. 6 maja z Łabęd wyruszył 1 katowicki pułk piechoty im. J. Piłsudskiego dowodzony przez ppor. Walentego Fojkisa. 7 maja zajął on Sławięcice i Blachownię. 4 czerwca miejscowość została zaatakowana przez wojska niemieckie i kilkakrotnie przechodziła z rąk do rąk. Ostatecznie została zajęta przez Niemców 5 czerwca.
| Liczba ludności w miejscowości | 1910 | 1925 |
| ------------------------------ | ---- | ---- |
| Blachownia                     | 910  | 961  |

### III Rzesza

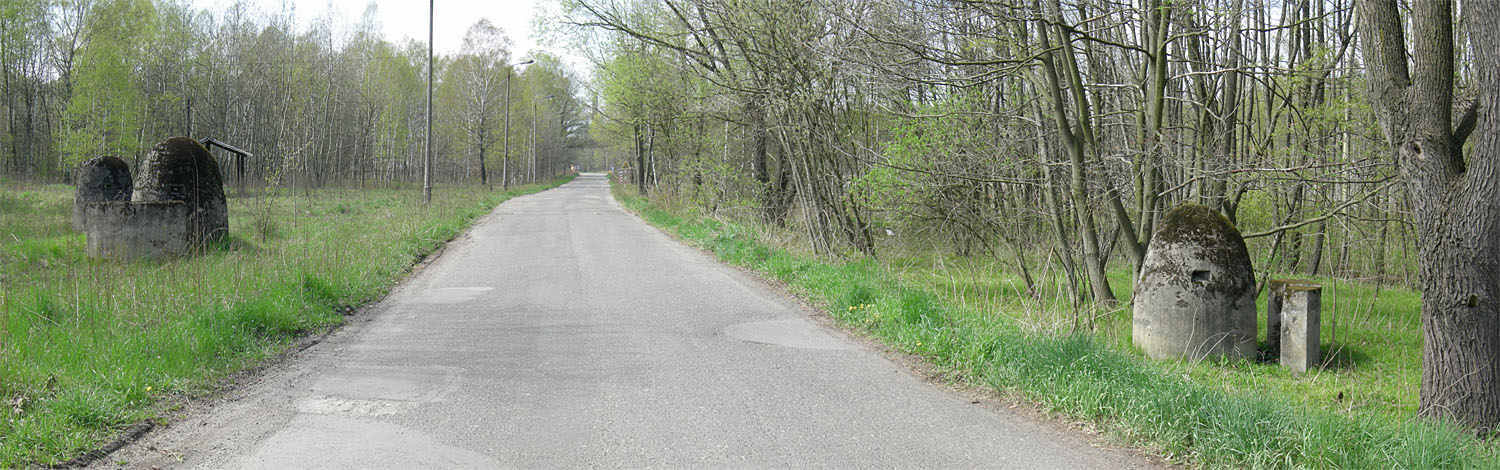
Droga do Blachowni Śląskiej

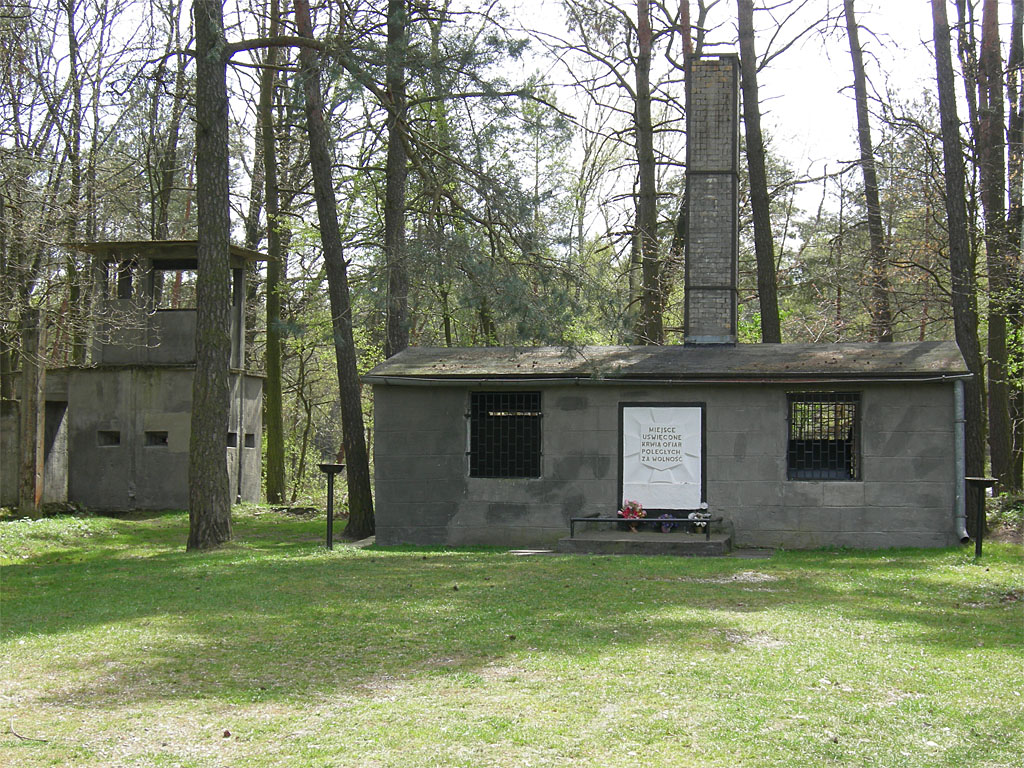
Krematorium w obozie koncentracyjnym

W ramach rozpoczętej przez NSDAP walki z bezrobociem podjęto budowę Kanału Gliwickiego (lata 1934–1938), który połączył Gliwice z Koźlem-Port.
W 1939 roku rozpoczęto w Blechhammer budowę zakładu chemicznego – uwodorniania koncernu Oberschlesische Hydrierwerke AG). Tutejsze zakłady miały produkować benzynę syntetyczną na drodze uwodorniania węgla z kopalń węgla kamiennego GOP.
Na potrzeby budowy zakładów i utrzymania produkcji rozpoczęto w 1940 tworzenie rozległej sieci różnego rodzaju obozów, położonych w pasie od Blachowni przez Kędzierzyn i Azoty do Bierawy. Skoncentrowano tutaj około 35 tys. ludzi uwięzionych w różnych obozach.
- niemieckie obozy jenieckich batalionów budowlano-roboczych (Bau- und Arbeitsbataillonen) w Blachowni i Kędzierzynie (prawie 2,5 tys. jeńców brytyjskich i francuskich);
- obóz pracy przymusowej w Blachowni (około 18 tys. robotników z Generalnego Gubernatorstwa, ZSRR, Protektoratu Czech i Moraw, Francji i Włoch).

Alianckie lotnictwo (startowało z Włoch) przeprowadziło pierwsze loty rozpoznawcze w rejonie Kędzierzyna w marcu 1944. Zmasowane naloty bombowe rozpoczęły się w lipcu 1944. W wyniku masowych bombardowań tutejsze zakłady chemiczne zostały zniszczone. W dniach 21/22 stycznia 1945 przeprowadzono ewakuację zakładów i obozów przymusowej pracy.

### W ludowej Polsce
W dniu 31 stycznia 1945 Armia Czerwona zajęła Blechhammer. 21 marca 1945 rozpoczęło się przejmowanie od radzieckich żołnierzy obiektów gospodarczych w powiecie kozielskim. Rosjanie przed wycofaniem się przeprowadzili demontaż urządzeń i aparatury zakładów chemicznych (zniszczenia osiągnęły poziom 100%) i innych lokalnych zakładów przemysłowych. Pozostałe urządzenia wywieźli Polacy do odbudowywanych zakładów chemicznych w Oświęcimiu, Chorzowie i Tarnowie.
Na początku 1946 w Blachowni Śląskiej mieszkało 505 osób.
Latem 1946 roku przejęto od Armii Radzieckiej (do 2.1946 roku pod nazwą A. Czerwona) Odrę i uruchomiono transport wodny Kanałem Gliwickim węgla z Górnego Śląska.

### Odbudowa przemysłu

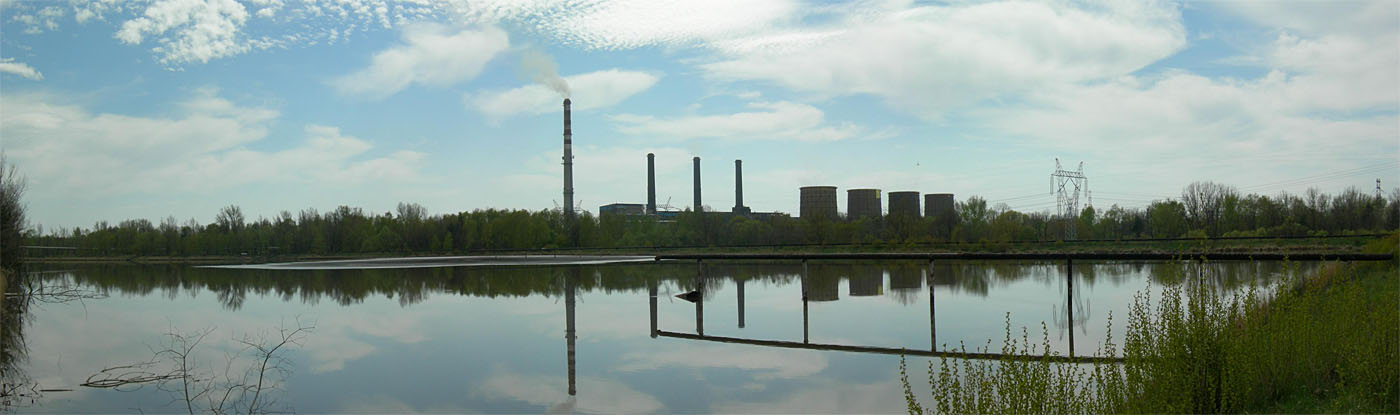
Elektrownia Blachownia

Sześcioletni plan rozwoju 1950–1955 przewidywał budowę w Blachowni wytwórni benzolu i smoły koksowniczej Zakładów Koksochemicznych „Blachownia” (produkcję uruchomiono w 1952). W 1953 zdecydowano o budowie elektrociepłowni Elektrownia Blachownia (uruchomiona w 1957).
| Ludność miejscowości według spisu powszechnego | 1950 | 1960  | 1970 |
| ---------------------------------------------- | ---- | ----- | ---- |
| Blachownia                                     | 854  | 2.046 | 3963 |

25 września 1954 reforma podziału administracyjnego powołała na terenie powiatu kozielskiego 30 gromad, w tym:
- Gromada Blachownia Śląska (Blachownia Śl. i Lenartowice).

W 1961 Cisową i Miejsce Kłodnickie włączono do gromady Blachownia Śląska.
1 stycznia 1973 Blachownię Śląską przyłączono do Kędzierzyna.

### Kędzierzyn-Koźle
15 października 1975 nastąpiło połączenie miast Koźle, Kędzierzyn, Kłodnica i Sławięcice oraz 3 wsi (Lenartowice, Miejsce Kłodnickie i Cisowa) – tworząc Miasto Kędzierzyn-Koźle.

## Gospodarka

### Największe lokalne przedsiębiorstwa
Przemysł chemiczny:
- Blachownia Holding SA – zarządzanie udziałami w spółkach zależnych i stowarzyszonych
- ICSO Chemical Production Sp. z o.o. – produkcja w dziedzinie chemii organicznej, podlega ICSO
- Instytut Ciężkiej Syntezy Organicznej „Blachownia” – badania nowych technologii chemicznych
- Petrochemia-Blachownia SA – przemysł petrochemiczny

Przemysł paliwowo-energetyczny:
- Elektrownia Blachownia

Przemysł maszynowy:
- Famet – produkcja aparatury i urządzeń
- A. Berger Polska – obróbka metalu

Inne:
- CeWe Color – usługi fotograficzne
- Fotojoker – usługi fotograficzne

## Komunikacja

### Układ drogowy
Przez Blachownię przebiega ważna droga krajowa: 40.

### Komunikacja miejska
Miejski Zakład Komunikacyjny w Kędzierzynie-Koźlu posiada w dzielnicy Blachownia 9 przystanków autobusowych: Blachownia Kanał, Elektrownia Blachownia, Energetyków, Bar „Magia”, Przyjaźni, Szkoła podstawowa 10, Biurowiec Zakładów Chemicznych, Tuwima I i Tuwima II.

## Kultura
- Na osiedlu Blachownia znajduje się Filia nr 4 (ul. Wyzwolenia 7) Miejskiej Biblioteki Publicznej w Kędzierzynie-Koźlu. Oferuje dostęp do Internetu.
- Osiedlowy Ośrodek Kultury „Lech”. Działa tutaj koło plastyczne „Tęcza” oraz sekcja modelarska (budowa modeli redukcyjnych z plastyku i papieru). Corocznie jest organizowany Konkurs modeli plastikowych i kartonowych o Memoriał porucznika A. Lindella, również znajduje się tam sekcja taneczna „SPIN”.

## Edukacja
- Publiczna Szkoła Podstawowa nr 10 im. Wojska Polskiego, ul. Szkolna 3

## Kościoły i Związki Wyznaniowe
Kościół Rzymskokatolicki:
- Parafia pw. św. Piusa X i św. Marii Goretti, ul. Przyjaźni 69

Inne:
- Świadkowie Jehowy – w mieście działają dwa zbory Świadków Jehowy. Siedziba Sali Królestwa znajduje się przy ul. Przyjaźni 141[18].

## Sport
W Blachowni znajdują się następujące obiekty sportowe:
- zespół piłkarski TKKF Blachowianka
- Stadion sportowo-rekreacyjny (ul. Szkolna 15) – wykorzystywany do szkolenia i rozgrywek w piłce nożnej oraz do organizacji imprez sportowych, rekreacyjnych, kulturalnych i innych.